# 迪安·加勒特
迪安·希思·加勒特（英語：Dean Heath Garrett，1966年11月27日—），美国NBA联盟前职业篮球运动员。他在1988年的NBA选秀中第2轮第38顺位被菲尼克斯太阳选中。